# Braula
Braula (лат.) — род пчелиных вшей (Braulidae) из отряда двукрылых насекомых. Являются комменсалами или паразитами медоносных пчёл. На поражённых матках может находиться до десятка этих мелких насекомых, имеющих длину около 1 мм. Они вызывают сокращение яйцекладки, истощение пчёл (браулёз):178—180.

## Описание
Распространены всесветно. Длина бескрылых взрослых особей менее 1,5 мм. Тело коричневое (глаза и ноги светлее); лапки 5-члениковые. Куколки Braula coeca желтовато-белого цвета, длина 1,4—1,7 мм, ширина 0,5—0,75 мм; яйца белые, овальные; длина 0,78—0,81 мм, ширина 0,28—0,33 мм.

## Систематика
Выделяют 5 видов. Вместе с родом Megabraula образуют семейство Braulidae. В России 3 вида. В европейской литературе браулы впервые были упомянуты в 1740 году Реомюром, который обсуждал их взаимоотношения с медоносными пчёлами (Reaumur, 1740).
- Braula coeca Nitzsch, 1818 typus — Вошь пчелиная, или браула
- Braula kohli Schmitz, 1914
- Braula orientalis Òròsi Pál, 1939
- Braula pretoriensis Òròsi Pál, 1939
- Braula schmitzi Òròsi Pál, 1939